# Bethesda (Maryland)
Pour les articles homonymes, voir Bethesda.
La ville de Bethesda est une banlieue résidentielle de Washington, la capitale fédérale des États-Unis. Sa population s’élevait à 63 374 habitants lors du recensement de 2010. Bethesda abrite les NIH (National Institutes of Health), de nombreux sites de recherches médicales et l'hôpital naval où eut lieu l'autopsie de John Fitzgerald Kennedy. C'est dans cette ville qu'est situé le siège social de Lockheed Martin. Elle a donné son nom au développeur de jeux vidéo Bethesda Softworks, à l'origine de la série The Elder Scrolls.
Sa population est majoritairement blanche (plus de 80 %), aisée (revenu moyen des ménages supérieur à 100 000 $), et a fait des études universitaires avancées (taux le plus élevé des États-Unis).
La ville abrite le lycée international français Rochambeau.

## Démographie
| Groupe            | Bethesda | Maryland | États-Unis |
| ----------------- | -------- | -------- | ---------- |
| Blancs            | 83,2     | 58,2     | 72,4       |
| Asiatiques        | 9,3      | 5,5      | 4,8        |
| Afro-Américains   | 3,3      | 29,4     | 12,6       |
| Métis             | 2,9      | 2,9      | 2,9        |
| Autres            | 1,2      | 3,6      | 6,2        |
| Amérindiens       | 0,1      | 0,4      | 0,9        |
| Total             | 100      | 100      | 100        |
|                   |          |          |            |
| Latino-Américains | 6,8      | 8,1      | 16,7       |

Selon l'American Community Survey, pour la période 2011-2015, 74,86 % de la population âgée de plus de 5 ans déclare parler anglais à la maison, alors que 6,08 % déclare parler l'espagnol, 2,54 % le français, 2,38 % une langue chinoise, 1,62 % l'allemand, 1,06 % le perse, 1,05 % le russe, 1,05 % le grec, 0,98 % le portugais, 0,92 % le japonais, 0,79 % le tagalog, 0,72 % l'hindi, 0,67 % le coréen, 0,51 % l'arabe et 5,28 % une autre langue.

## Personnalités liées à la ville
- Harry C. Ingles (1888-1976), militaire américain, y est mort.
- Beau Biden (1969-2015), premier fils de Joe Biden, y est mort des suites d'un cancer au cerveau.
- La nageuse américaine Katie Ledecky (née en 1997) y réside.

## Culture populaire
- Un hommage est rendu à la ville, apparaissant ravagée par une apocalypse nucléaire, dans le jeu Fallout 3 développé par Bethesda Softworks.
- Dans la mini-série XIII : La Conspiration, une organisation terroriste fasciste tente de commettre un attentat nucléaire dans la ville pour semer la terreur et prendre le pouvoir.

## Source
- (en) Cet article est partiellement ou en totalité issu de l’article de Wikipédia en anglais intitulé « Bethesda, Maryland » (voir la liste des auteurs).

1. ↑  (en) « Bethesda, MD Population - Census 2010 and 2000 », sur censusviewer.com.
2. ↑  (en) « Population of Maryland - Census 2010 and 2000 », sur censusviewer.com.
3. ↑  (en) « Language spoken at home by ability to speak english for the population 5 years and over », sur factfinder.census.gov.